# Rick Froberg
Eric "Rick" Froberg (Los Ángeles, 19 de enero de 1968 - 30 de junio de 2023), también conocido por los seudónimos de Rick Fork y Rick Farr, fue un músico y artista visual estadounidense. En su carrera musical, fue cantante y guitarrista de las bandas San Diego Pitchfork, Drive Like Jehu y Hot Snakes, actuando junto a su compañero de profesión de San Diego, John Reis. Froberg también tocó con The Last of the Juanitas, Thingy y Obits .

## Vida y Trayectoria
Froberg nació el 19 de enero de 1968 en Los Ángeles, Estados Unidos, y vivió en Encinitas, California, así como en Brooklyn.
En su trayectoria como artista visual e ilustrador, creó carátulas de álbumes, ilustraciones promocionales y diseños de merchandising para todas sus bandas, así como para Rocket from the Crypt y la discográfica Swami Records de Reis.
Froberg falleció el 30 de junio de 2023, a la edad de 55 años
| Año  | Actuación                       | Título                                             | Créditos                                    |
| ---- | ------------------------------- | -------------------------------------------------- | ------------------------------------------- |
| 1989 | Pitchfork                       | Saturn Outhouse                                    | Voz principal, Carátula del álbum           |
| 1990 | Pitchfork                       | Eucalyptus                                         | Voz principal, Carátula del álbum           |
| 1991 | Drive Like Jehu                 | Drive Like Jehu                                    | Guitarra, Voz principal, Carátula del álbum |
| 1992 | Drive Like Jehu                 | "Hand Over Fist" / "Bullet Train to Vegas"         | Guitarra, Voz principal, Carátula del álbum |
| 1992 | Rocket from the Crypt           | Boychucker                                         | Carátula del álbum                          |
| 1994 | Drive Like Jehu                 | Yank Crime                                         | Guitarra, Voz principal, Carátula del álbum |
| 1998 | Rocket from the Crypt           | RFTC                                               | Carátula del álbum                          |
| 1998 | Rocket from the Crypt           | "Break it Up"                                      | Carátula del álbum                          |
| 2000 | Hot Snakes                      | Automatic Midnight                                 | Guitarra, Voz principal, Carátula del álbum |
| 2002 | Hot Snakes                      | Suicide Invoice                                    | Guitarra, Voz principal, Carátula del álbum |
| 2003 | Beehive & the Barracudas        | In Dark Love                                       | Carátula del álbum                          |
| 2004 | Hot Snakes                      | Audit in Progress                                  | Guitarra, Voz principal, Carátula del álbum |
| 2004 | Hot Snakes                      | "This Mystic Decade"                               | Guitarra, Voz principal, Carátula del álbum |
| 2005 | Hot Snakes                      | Peel Sessions                                      | Guitarra, Voz principal, Carátula del álbum |
| 2006 | Hot Snakes                      | Thunder Down Under                                 | Guitarra, Voz principal, Carátula del álbum |
| 2006 | Mr. Tube and the Flying Objects | Listen Up                                          | Carátula del álbum                          |
| 2008 | Obits                           | "One Cross Apiece" / "Put It in Writing"           | Guitarra, Voz principal, Carátula del álbum |
| 2009 | Obits                           | I Blame You                                        | Guitarra, Voz principal, Carátula del álbum |
| 2009 | Obits                           | "I Can't Lose " / "Military Madness"               | Guitarra, Voz principal                     |
| 2011 | Obits                           | Moody, Standard and Poor                           | Guitarra, Voz principal, Carátula del álbum |
| 2012 | Obits                           | " Let Me Dream If I Want To " / "The City Is Dead" | Guitarra, Voz principal                     |
| 2012 | Obits                           | "Refund" / "Suez Canal"                            | Guitarra, Voz principal                     |
| 2013 | Obits                           | "Refund (Live)" / "Talking to the Dog (Live)"      | Guitarra, Voz principal                     |
| 2013 | Obits                           | Bed and Bugs                                       | Guitarra, Voz principal, Carátula del álbum |
| 2018 | Hot Snakes                      | Jericho Sirens                                     | Guitarra, Voz principal                     |